# Tsunami v Malijském zálivu (426 př. n. l.)
K tsunami v Malijském zálivu došlo v létě 426 př. n. l. Tsunami zdevastovalo pobřeží Malijského a Euboiského zálivu, což během peloponéské války přinutilo Sparťany přerušit plánovanou invazi do Attiky. Řecký historik Thúkydidés, který zkoumal událost, došel k závěru, že tsunami muselo být způsobeno zemětřesením. Stal se tak prvním vědcem, který správně interpretoval příčinu tsunami jako následek geologické události. Epicentrum zemětřesení se nepodařilo určit, nicméně podle důkazů je pravděpodobnější, že se jednalo o pohyb zemské kůry podél zlomů v Euboiském zálivu než o sérii podmořských sesuvů půdy.